# Nicole Eisenman
Nicole Eisenman (* 1965 in Verdun, Frankreich) ist eine nicht-binäre, amerikanische Künstlerin, die mit einem figurativen malerischen Werk bekannt geworden ist.

## Leben und Werk
Eisenman wurde in Verdun, Frankreich, geboren, weil ihr Vater, ein Psychiater im Dienst der US-Armee, dort stationiert war. Sie wuchs in Scarsdale, New York, auf und studierte an der Rhode Island School of Design in Providence. Dort schloss sie 1987 mit einem Bachelor in Malerei ab. Bereits 1986 erhielt sie im Rahmen des „European Honors Program“ den „Rhode Island School of Design Year in Rome Award“.
Eisenman formt in ihrer neorealistischen Malerei aus unterschiedlichen Stil- und Kompositionselementen der Kunstgeschichte – von der Renaissance über die Historienmalerei bis zur Moderne – spielerisch neue, zeitgenössische Aussagen. Sie knüpft hierbei an ihren italienischen Malerkollegen Renato Guttuso (1912–1986) an. In ihre Kompositionen bindet sie Elemente der Medienkultur, wie Comiczeichnungen, Pornografie, den TV-Alltag und die Werbung, ein. Sie eignet sich dabei verschiedene Malstile an – beispielsweise die pseudonaive Darstellung eines Henri Rousseau, die Schreckensmotive von Goya oder die Gesellschaftskarikaturen von Georg Grosz und James Ensor –, und zeigt so eine Vielfalt der Perspektiven auf.
Die Künstlerin nahm 1994 und 1995 unter anderen mit Rachel Lachowitz (* 1964) und Janine Antoni (* 1964) an Ausstellungen im Institute of Contemporary Arts, London, im New Museum, New York, sowie der New Wight Gallery in Los Angeles, mit dem gemeinsamen Titel „Bad Girls“, teil. Eine junge amerikanische Künstlerinnengeneration zeigte feministische Positionen, in denen sie gesellschaftskritische Äußerungen mit einer sexuell-feministischen Konnotation versahen.

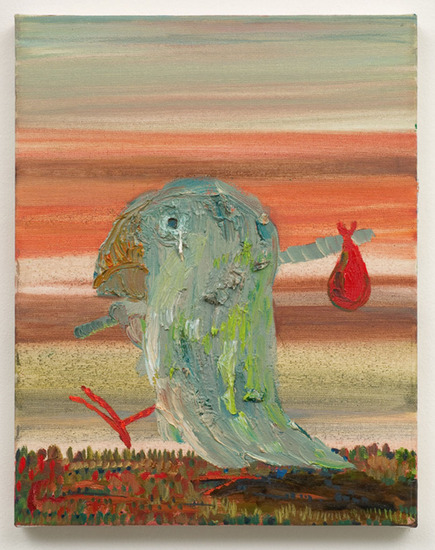
Foghorn Hits the Road (2007)

Bei der Whitney Biennial 1997 zeigte sie mit „Exploding Whitney“ eine großformatige Wandmalerei, die ein zerstörtes Museum darstellte. In einer Installation mit Zeichnung nahm sie ironisch zu dem Thema Kunst und Kommerz Stellung. Die Kunsthalle Zürich stellte 2007 eine umfassende Werkschau der Künstlerin vor, die anschließend auch im Le Plateau (FRAC Ile de France) in Paris gezeigt wurde.
Eisenman wurde unter anderen mit dem John Simon Guggenheim Grant, dem Joan Mitchell Foundation Grant und dem Penny McCall Foundation Grant gefördert. 2015 erhielt sie ein MacArthur Fellowship. 2018 wurde sie zum Mitglied der American Academy of Arts and Letters gewählt.
In der Ausstellung Shifting the Gaze. Painting and Feminism, die 2010 im Jewish Museum (New York City) gezeigt wurde, war ihr Gemälde Seder zu sehen.

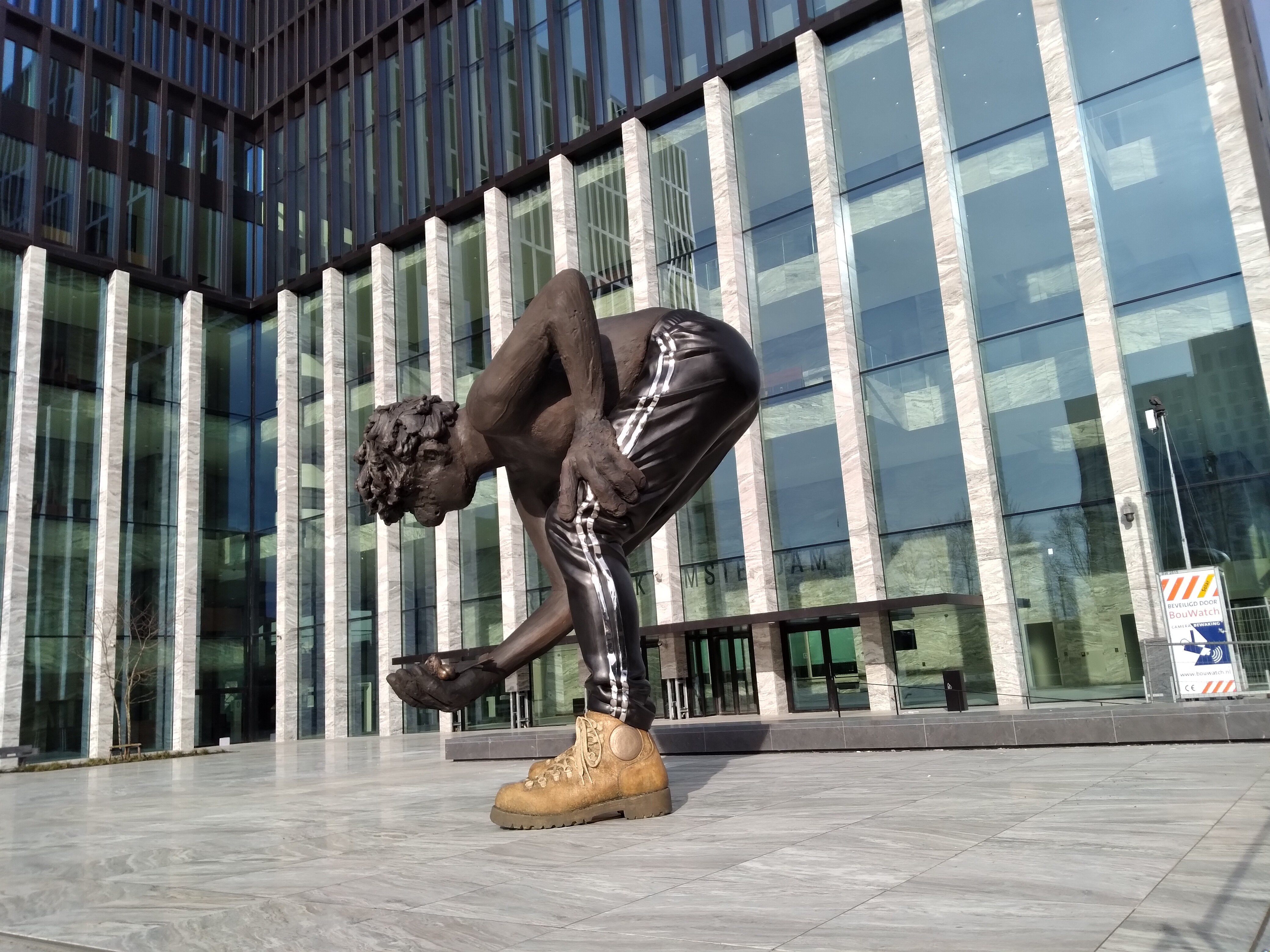
Love or generosity (2020) in Amsterdam

An der Ausstellung Skulptur Projekte 2017 in Münster beteiligte sich Eisenman mit dem Projekt Sketch for a Fountain. Es handelt sich dabei um ein Skulpturenensemble bzw. eine Brunnenanlage, mit einem Wasserbecken und mehreren Figuren, darunter zwei Figuren aus Bronze und drei Figuren aus Gips. Das Projekt war auf einer Wiese an der Promenade in Höhe des Kreuztores von Münster aufgestellt. Damals wurde bei der Ausstellung das Ensemble verunstaltet, ein Kopf der fünf Rastenden abgesägt, ein anderer zertreten. Seit Ende der Ausstellung bemühte sich eine Bürgerinitiative um Spenden, um den Brunnen für die Stadt Münster langfristig zu erwerben. Am 2. Oktober 2021 erfolgte die dauerhafte Aufstellung.
Die Künstlerin lebt und arbeitet in New York. Eisenman ist genderfluid, lesbisch und thematisiert sexuelle Identität oftmals in ihren Werken.

## Ausstellungen in Deutschland
- 2020/2021: Köpfe, Küsse, Kämpfe, Kunsthalle Bielefeld.
- 2023: What happened. Museum Brandhorst.